# Isochromodes dispar
Isochromodes dispar là một loài bướm đêm trong họ Geometridae.